# Alexandru Neagu
Alexandru "Sandu" Neagu (Boekarest, 19 juli 1948 – Boekarest, 17 april 2010) was een Roemeens voetballer. Neagu speelde zijn volledige carrière bij Rapid Boekarest. Tevens kwam hij 17 keer keer uit voor het Roemeens voetbalelftal, waarmee hij deelnam aan het WK voetbal van 1970.